# Miletska škola
U 6. stoljeću pr. Kr., u glavnom gradu Jonije, Miletu, trgovačkom i kulturnom centru Grčke na zapadnoj obali Male Azije, razvila se miletska škola, što je naziv za učenja tri miletska filozofa: Talesa, Anaksimena i Anaksimandra. Miletska škola, najstarija grčka filozofska škola, pripada kozmološkom razdoblju grčke filozofije.
Svoj je trojici filozofa miletske škole zajedničko osnovno filozofsko pitanje: što je praosnova, prauzrok, prapočelo svijeta, odnosno što je ono što nadživljuje svaku prolaznu promjenu i kako se to pretvara u ovu ili onu pojedinu stvar ili tu stvar mijenja – što je, dakle svjetska tvar koja trpi sve promjene nestalnih stvari, iz koje sve pojedinačne stvari nastaju i kojoj se opet natrag vraćaju.
Prije prvih, miletskih filozofa, odgovore na takva obuhvatna pitanja koja bi objasnila svijet i svjetsko stanje davali su mitovi. 

## Filozofija prirode
Odgovori Milećana na pitanje o arhéu, prapočelu svega, implicitno nose u sebi monističku pretpostavku jedinstva svijeta: svim procesima u prirodi krajnji je uzrok jedna, jedinstvena svjetska tvar. Dok je Tales počelo svega pronalazio u vodi, zbog njezine pokretljivosti, promjenjivosti i živosti, Anaksimen kao počelo navodi zrak, koji razrjeđivanjem i zgušnjavanjem prelazi u druge elemente i stvari (kao što su vatra, voda, zemlja, oblaci, vjetar). S obzirom na to da su svjetsku tvar smatrali materijalnom i živom samu po sebi, učenje je ove dvojice hilozoističko.
Dok se Talesov i Anaksimenov nauk zadržao u granicama iskustvenoga, Anaksimandar uvodi metafizički pojam apeirona, onog beskrajnog, napravivši korak od istraživanja činjenica prema pojmovnom mišljenju i smjestivši svjetsku tvar onkraj svakog iskustva. Naime, ako je svaki od četiri tradicionalna elementa (voda, zrak, vatra i zemlja) suprotstavljen ostalim trima, i ako jedan dokida drugi kada s njime dođe u doticaj, tada nijedan od tih elemenata ne može predstavljati stabilan elementaran oblik svjetske tvari. Prema Anaksimandru, premda prapočelu ne odgovara ništa što bi bilo predmet iskustva, ono se [prapočelo] ipak mora pretpostaviti kao nešto što se nalazi izvan iskustva i čime je iskustvo uvjetovano. Anaksimandar apeironu pripisuje sve oznake svjetske tvari: nenastalost, neprolaznost, neiscrpnost, neuništivost. 

## Kozmologija
Interesi miletskih filozofa protezali su se i na geografske i astronomske probleme: kojega su oblika Zemlja, Mjesec, Sunce, nebeska tijela, kako se kreću, kako je ustrojeno zvjedzano nebo. 
Svaki je od njih svijet poimao drugačije. Tales je držao da Zemlja pluta na vodi; pratio je kretanja nebeskih tijela, koje je zvao planetima. Po Anaksimenu, Sunce i Mjesec su spljoštene okrugle ploče koje putuju nebeskim svodom, na koji su pričvršćene zvijezde. Anaksimandar je Zemlju, cilindričnu poput Sunca i Mjeseca, smjestio u središte svijeta.

## Vanjski članci
- Anaksimandrova kozmologija  Arhivirana inačica izvorne stranice od 5. srpnja 2008. (Wayback Machine)
- Stari novčići iz Mileta  Arhivirana inačica izvorne stranice od 5. srpnja 2020. (Wayback Machine)